# Dicranum stenocarpum
Dicranum stenocarpum là một loài Rêu trong họ Dicranaceae. Loài này được (Hampe) Müll. Hal. mô tả khoa học đầu tiên năm 1851.